# Kaliggeri, Sorab
Kaliggeri là một làng thuộc tehsil Sorab, huyện Shimoga, bang Karnataka, Ấn Độ.